# Yousef Sweid
Yousef "Joe" Sweid (en árabe: يوسف سويد‎, en hebreo: יוסף "ג'ו" סוויד‎, nacido el 22 de junio de 1976) es un actor y bailarín israelí de origen palestino. Es conocido por sus papeles en películas como Ágora o American Assassin y en series como American Odyssey o Juego de Tronos.

## Vida y carrera
Sweid nació en Haifa (Israel) en el seno de una familia cristiana de origen palestino. Tiene una licenciatura en teatro por la Universidad de Tel Aviv y dio sus primeros pasos en el teatro en una compañía árabe-hebrea de Jaffa. 

### Televisión
Ha participado en programas de televisión como Dancing Again Tonight (1991), Lane of White Chairs (fue ganador del Festival de Acre de 1996), Oh Brother Boom Boom (que ganó el premio al mejor programa infantil en el Festival de Haifa de 2003), Dragon (2004) e Immigrants (2005).

### Teatro
En cuanto al teatro, ha participado en Things You See Here Do Not See From There (2001) junto con Ruth Kanner, así como en Sea Shadow en 2002.
Sweid también ha participado en la producción internacional The Time We Did Not Know Anything About Each Other y en el espectáculo de baile Barefoot. En 2001 fue nombrado director de un programa de teatro comunitario para judíos y palestinos en Ramala.

### Series
En 2016 participó en la sexta temporada de la serie de HBO Juego de Tronos interpretando a Ash, un liberto de Mereen. También ha participado en diversos capítulos de El Espía o American Odyssey.

### Cine
En el cine, ha aparecido en películas como Ágora, de Alejandro Amenábar, o American Assassin.

## Vida personal
Sweid estuvo casado con la directora del Teatro Cámeri Yael Ronen. Tuvieron un hijo en 2009, pero en 2015 se divorciaron. En 2018 se casó con la presentadora de televisión Adi Shilon, con la que ha tenido una hija. Desde 2013 reside en Berlín.

## Filmografía
- 2002 : It's Not Me It's Not You (show de televisión): camarero.
- 2004 : Maktub ("Destino", película para televisión): Atef, un policía druso.
- 2004 : Walk on Water: Rafik, un camarero israelí de origen palestino.[3]
- 2005 : Kvish ("La Carretera", cortometraje).[3]
- 2005 : Telenovela Ltd.
- 2006 : Ha 'Alufa ("El Campeón", serie de televisión): Jalal Kasum, un futbolista.
- 2006 : La Burbuja: Ashraf, un palestino (papel protagonista)
- 2008 : Restless: Arik
- 2009 : Ágora: Peter, un fanático dirigente cristiano en la Alejandría del siglo IV.[1]
- 2011 : Homeland (serie de televisión): Hasan Ibrahim (aparecía en los créditos como Yusuf Swade)[3]
- 2012: Inch'Allah: Faysal.[3]
- 2013 : Omar: torturador palestino.
- 2015 : Johnny and The Knights of Galilee (show de televisión israelí): Kais.
- 2015 : Killing Jesus (Película): José
- 2016 : El Escritor (show de televisión israelí): Kateb
- 2016: Juego de Tronos: liberto de Mereen.[3]
- 2017: American Assassin: Khaled.[3]
- 2018: Tel Aviv on Fire: General Yehuda Edelman, un oficial israelí.[2]
- 2019: El Espía (serie de televisión): George Seif.[3]

Sweid también es el encargado de animar el títere Mahboob ("amado" en árabe) en el Barrio Sésamo del canal israelí Hop!.